# Catàleg de música clàssica
Un catàleg de música clàssica (alguns cops anomenat simplement catàleg musical -tot i que aquesta denominació correspondria a un àmbit més extens- o també catàleg temàtic -amb la mateixa dificultat-) és el recull sistemàtic, fet per un expert musicòleg, del conjunt d'obres d'un compositor o d'una part d'aquestes que corresponen a un tipus determinat.
Alguns compositors mai van utilitzar números d'opus i altres van fer-ne un ús irregular. En alguns casos, obres a les quals el compositor no havia assignat número es van publicar després de la seva mort i també es dona la circumstància d'obres que han estat descobertes força més tard.
Per aquestes diverses raons, ha estat freqüent l'elaboració, per part de musicòlegs, de catàlegs sobre les obres d'un compositor determinat, donant un número a cadascuna i sovint incorporant-hi informacions diverses, consideracions sobre l'atribució de les obres i altres detalls.
Quan es dona una grau suficient d'acceptació d'un catàleg, la numeració corresponent, precedida de les inicials o abreviatura que l'identifiquen, esdevé una manera estàndard de referir-se i identificar cada composició.